# Winfried Schulze
Winfried Schulze (* 13. Oktober 1942 in Bergisch Gladbach) ist ein deutscher Historiker.
Winfried Schulze lehrte von 1976 bis 1978 als Professor für Geschichte der Frühen Neuzeit und Historischen Methodologie an der Freien Universität Berlin und von 1978 bis 1993 als Professor für die Europäische Geschichte der Frühen Neuzeit an der Ruhr-Universität Bochum. Anschließend hatte er bis zu seiner Emeritierung 2008 einen Lehrstuhl für Geschichte der Frühen Neuzeit an der Ludwig-Maximilians-Universität München inne. Schulze war von 1998 bis 2001 Vorsitzender des Wissenschaftsrates, des wichtigsten wissenschaftspolitischen Beratungsgremiums in Deutschland.
Seine Arbeiten gaben der Geschichtswissenschaft vielfältige Impulse. In den siebziger und achtziger Jahren des 20. Jahrhunderts prägte er die Geschichte der Bauernrevolten und der Reichskammer. Er brachte die Selbstzeugnis-Forschung voran und hatte Anteil an der Erforschung der Französischen Revolution und in ihren Auswirkungen auf Deutschland. Heftige Debatten erzeugte das 1989 erschienene Buch zur Geschichte der eigenen Disziplin im Übergang vom Nationalsozialismus in die frühe Bundesrepublik. Es förderte zugleich zahlreiche „Aufarbeitungs“-Arbeiten zu führenden Vertretern der Geschichtswissenschaft und ihren Verstrickungen in das NS-Regime.

## Leben und Wirken

### Akademische Laufbahn
Der Sohn eines Industriekaufmanns und einer Hausfrau wurde 1942 in Bergisch Gladbach geboren. Er wuchs im Rheinland in einem konservativ-katholischen Umfeld auf. Während seiner Schulzeit war er Angehöriger des Bundes Neudeutschland, einer katholischen Schülervereinigung. Das Abitur legte er 1963 am Nicolaus-Cusanus-Gymnasium Bergisch Gladbach ab. Nach einer zweijährigen Dienstzeit bei der 1. Gebirgsdivision der Bundeswehr in Kempten im Allgäu hatte er auf Wunsch seines Vaters zunächst die Fächer Volkswirtschaft und das Nebenfach Politische Wissenschaften gewählt, sich jedoch nach sechs Wochen für Geschichte entschieden. Ab 1965 studierte er Geschichte und Politikwissenschaft an der Universität zu Köln, dann ab 1966 an der Freien Universität Berlin. Durch das Proseminar bei Karl-Heinz Kirchhoff begeisterte er sich für die Geschichte des Vormärz. Vorlesungen besuchte er bei Adam Wandruszka, Erich Angermann, Heinrich Büttner und Theodor Schieder. Das Nebenfach Politische Wissenschaften absolvierte er vor allem bei Kurt Sontheimer. Während seiner Studienzeit war er 1967/68 „Bürgermeister“ im Berliner Studentendorf Schlachtensee und arbeitete als studentischer Tutor am Friedrich-Meinecke-Institut und als Hilfskraft für Hans Herzfeld.
In Mittlerer Geschichte machte er das Examen bei Herbert Helbig. Er wurde 1970 bei Gerald Stourzh mit der Arbeit zu Landesdefension und Staatsbildung. Studien zum Kriegswesen des innerösterreichischen Territorialstaates, 1564–1619 promoviert. Nach der Promotion war er von 1970 bis 1974 Assistent von Eberhard Weis am Friedrich-Meinecke-Institut der FU Berlin, 1974 wurde er Assistenzprofessor bei Wolfram Fischer für Wirtschafts- und Sozialgeschichte der FU Berlin, noch im selben Jahr und vor seiner im Sommer 1975 erfolgten Habilitation wurde er im Alter von 32 Jahren als Professor an die damalige Gesamthochschule Kassel berufen. Einen Ruf an die Universität Osnabrück lehnte er ab. Nach drei Semestern in Kassel ging Schulze 1976 an die FU Berlin zurück und wechselte 1978 an die Ruhr-Universität Bochum. Einen Ruf an die Universität Wien als Nachfolger von Heinrich Lutz lehnte er 1988 ab. In Bochum konzentrierte er sich im Bereich der Frühen Neuzeit auf die europäischen Dimensionen, gab Seminare zur französischen und englischen Geschichte und behandelte in Seminaren und Vorlesungen auch Themen zur Historiographie. Er organisierte den Bochumer Historikertag 1990. Er folgte 1993 einem Ruf als Nachfolger von Eberhard Weis an die Ludwig-Maximilians-Universität München, wo er den Lehrstuhl für die Geschichte der Frühen Neuzeit innehatte. Zum Ende des Wintersemesters 2007/2008 wurde Schulze emeritiert. Zu seinen akademischen Schülern gehörten unter anderem die Historiker Gudrun Gersmann, Wolfgang Schmale, Werner Troßbach, Johannes Arndt, Wolfgang Burgdorf, Cornel Zwierlein, Alexander Schunka, Claudia Brosseder, Markus Friedrich und Arndt Brendecke.
Nach seiner Emeritierung war er von 2008 bis 2009 Gründungsdirektor des Center for Advanced Studies der LMU München, 2010 wurde er zum Direktor des Mercator Research Centers Ruhr in Essen berufen, gefördert von der Stiftung Mercator. In dieser Funktion ist er verantwortlich für Fördersummen von bis zu 24 Millionen Euro, die an die drei Universitäten Duisburg-Essen, Bochum und Dortmund für Forschungsprojekte vergeben werden.
Von Juni 2007 bis 2017 war Schulze Vorsitzender des im April desselben Jahres gewählten Hochschulrates der Universität Paderborn. Er war darüber hinaus von 2001 bis 2012 Vorsitzender des Beirats des Centrums für Hochschulentwicklung Gütersloh. Von 2012 bis 2017 war er Mitglied im Beirat des Graduate Campus der Universität Zürich. Seit 2014 ist er Mitglied des Stiftungsrats der Einstein-Stiftung Berlin, seit 2015 ist er auch Vorsitzender der Jury für den Preis „Professor des Jahres“ der UNICUM-Stiftung in Bochum. Von 1989 bis 2013 war er Mitherausgeber der Zeitschrift Geschichte in Wissenschaft und Unterricht. Schulze ist Initiator des Portals Server Frühe Neuzeit (inzwischen zu historicum.net weiterentwickelt).
Von 1991 bis 1994 war er Mitglied der vom Berliner Senat berufenen Struktur- und Berufungskommission Geschichte, die die historische Lehre und Forschung an der Humboldt-Universität zu Berlin neu aufbaute. Nach dem Ausscheiden von Gerhard A. Ritter 1992 übernahm er von ihm den Vorsitz. Weitere Mitglieder waren unter anderem Otto Gerhard Oexle, Peter Musiolek, Fritz Klein, Ruth Struwe, Heidelore Böcker und Ilko-Sascha Kowalczuk.

### Forschungsschwerpunkte
Schulze beschäftigte sich sowohl mit der Geschichte der frühen Neuzeit (16. Jahrhundert, Französische Revolution) als auch mit Methodologie der Geschichte und der Geschichte der Geschichtswissenschaft nach 1945. Seine erste Veröffentlichung (1970) lag noch im Bereich des Vormärz. Die für weitere Forschungen relevanten Materialien befanden sich in Leipzig und waren zu der Zeit noch nicht leicht zugänglich. Schulze wandte sich daraufhin der Frühen Neuzeit zu. Seine Habilitationsschrift widmete sich der Reaktion des Reiches auf die Türkengefahr im späten 16. Jahrhundert. Er behandelte nach der Einleitung in vier großen Abschnitten die Türkengefahr und „öffentliche“ Meinung (Kap. II), Türkengefahr und politische Entscheidungsfindung auf Reichs- und Kreisebene (Kap. III), Türkengefahr und Auswirkungen der Türkensteuern auf Reich und Untertanen (Kap. IV), Türkengefahr und Reichsfinanzwesen (Kap. V). Mit dieser Arbeit will Schulze „einen zusammenhängenden Einblick in die Wirklichkeit der politischen und gesellschaftlichen Ordnung des Reiches und der Funktionsweise der Reichsverfassung“ vermitteln. Schulze konnte zeigen, dass die Türkengefahr für das Reich eine konsolidierende Funktion hatte. In allen untersuchten Schriften wurde die Türkengefahr „als ein Faktor verstanden, der geeignet ist, die Funktionsweise der ständischen Gesellschaftsordnung zu stabilisieren, wenn nicht gar zu garantieren“. Die Bedrohung durch das Osmanische Reich brachte dem Reich ein beachtliches Steueraufkommen. Während der Jahre von 1556 bis 1606 kamen über dreißig Millionen Gulden zusammen. Dies führte zu einer Intensivierung und Kontinuität der Reichsfinanzverwaltung. Sichtbarster Ausdruck dafür war die seit 1566 ständig verwaltete Behörde des Reichspfennigmeisters. Anhand der Tätigkeit von Zacharias Geizkoflers (1589–1604) konnte Schulze die verbreitete Einschätzung von dem nicht bestehenden Finanzwesen des Reiches revidieren.
Seine Einführung in die Neuere Geschichte wurde zum Standardlehrbuch und erschien 2010 in fünfter Auflage. Schulze prägte das Konzept von einer Verrechtlichung der sozialen und herrschaftlichen Konflikte im Alten Reich. Schulze hatte beobachtet, „daß das vielfältig existente Konfliktpotential verstärkt durch gerichtliche Instanzen der Territorien oder des Reiches kanalisiert und somit eine tendenzielle Verrechtlichung sozialer Konflikte erreicht wurde“.
Er leitete auf dem Frankfurter Historikertag 1998 mit Otto Gerhard Oexle die Sektion „Deutsche Historiker im Nationalsozialismus“. Die Sektion erregte großes Aufsehen in der Fachwelt, da erstmals im großen Zusammenhang die Verstrickungen später bedeutender bundesrepublikanischer Historiker wie Theodor Schieder oder Werner Conze in das „Dritte Reich“ diskutiert wurden. Zur Historiographiegeschichte und den Neuanfängen nach 1945 (Deutsche Geschichtswissenschaft nach 1945) hatte er schon 1989 eine Pionierstudie vorgelegt. Die Situation der Geschichtswissenschaft bei Kriegsende versuchte er durch eine Zusammenschau vieler einzelner Historiker zu charakterisieren. In dieser Arbeit hatte Schulze darauf hingewiesen, dass die westdeutsche Geschichtswissenschaft nach 1945 „zwar eine starke moralische Besinnungsphase und eine eindeutige Abwendung von rassistischen und nationalistischen Positionen“ durchlief, jedoch keinesfalls einen „radikalen Umbruch ihrer methodischen und inhaltlichen Grundorientierungen“ brachte.
In der Frühneuzeitforschung stellte Schulze Tagebüchern und Autobiographien so genannte Ego-Dokumente zur Seite. Er versteht darunter auch Schriftgut der Gerichte wie Klagen, Bittschriften sowie Verhörprotokolle. Nach seiner Definition sind Ego-Dokumente „Quellen, in denen Aussagen oder Partikel von Aussagen vorliegen, die teils auch in rudimentärer und verdeckter Form über die freiwillige oder erzwungene Selbstwahrnehmung eines Menschen in seiner Familie, seiner Gemeinde, seinem Land oder seiner sozialen Schicht, kurz seinem Lebensraum, Auskunft geben oder sein Verhältnis zu diesen Systemen und deren Veränderungen reflektieren“.

### Ehrungen und Mitgliedschaften
Für seine Forschungen wurden Schulze zahlreiche Ehrungen und Mitgliedschaften zugesprochen. Er war 1984/85 Stipendiat des Historischen Kollegs in München und erhielt 1996 den Leibniz-Preis der Deutschen Forschungsgemeinschaft. Im Jahr 1996 wurde Schulze ordentliches (seit 2008 korrespondierendes) Mitglied der Bayerischen Akademie der Wissenschaften. Er ist korrespondierendes Mitglied der Finnischen und der Österreichischen Akademien der Wissenschaften. Im Jahr 2000 wurde er als ordentliches Mitglied in die Academia Europaea aufgenommen. Ebenfalls im Jahr 2000 wurde ihm das Bundesverdienstkreuz 1. Klasse verliehen. Damit wurden seine Beiträge zum wissenschaftlichen und kulturellen Leben ebenso wie zum Zusammenwachsen in Ost und West gewürdigt. Von 1994 bis 2017 war er Mitglied der Historischen Kommission bei der Bayerischen Akademie der Wissenschaften, 1997–2001 deren Sekretär. Von 1995 bis 2001 war er Mitglied des Wissenschaftsrats, 1998–2001 dessen Vorsitzender. Er war Mitglied und Vorsitzender verschiedener Beiräte von Forschungsinstituten (Institut für Europäische Geschichte Mainz, Deutsches Historisches Institut in Paris, Minerva Institut für Deutsche Geschichte in Tel Aviv, Simon-Dubnow-Institut für Jüdische Geschichte und Kultur in Leipzig).

## Schriften (Auswahl)
Monographien
- Die Verdrängung. Der Weg des Juristen Helmut Schneider von Auschwitz nach Goslar (= Schriftenreihe der Vierteljahreshefte für Zeitgeschichte. Bd. 127). De Gruyter Oldenbourg, Berlin 2023, ISBN 978-3-11-108539-5.
- Einführung in die neuere Geschichte. 5. überarbeitete und aktualisierte Auflage. Ulmer, Stuttgart 2010, ISBN 978-3-8252-1422-7.
- Deutsche Geschichtswissenschaft nach 1945 (= Historische Zeitschrift. Beiheft. Neue Folge, 10). Oldenbourg, München 1989, ISBN 3-486-64410-6.
- Vom Gemeinnutz zum Eigennutz. Über den Normenwandel in der ständischen Gesellschaft der Frühen Neuzeit (= Schriften des Historischen Kollegs. Vorträge. Bd. 13). Stiftung Historisches Kolleg, München 1987 (Digitalisat).
- Bäuerlicher Widerstand und feudale Herrschaft in der frühen Neuzeit (= Neuzeit im Aufbau. Bd. 6). Frommann-Holzboog, Stuttgart 1980, ISBN 3-7728-0715-1.
- Reich und Türkengefahr im späten 16. Jahrhundert. Studien zu den politischen und gesellschaftlichen Auswirkungen einer äußeren Bedrohung. Beck, München 1978, ISBN 3-406-01680-4.
- Landesdefension und Staatsbildung. Studien zum Kriegswesen des innerösterreichischen Territorialstaates (1564–1619) (= Veröffentlichungen der Kommission für Neuere Geschichte Österreichs. Bd. 60). Böhlau, Wien u. a. 1973, ISBN 3-205-08563-9.

Herausgeberschaften
- mit Otto Gerhard Oexle: Deutsche Historiker im Nationalsozialismus. Fischer-Taschenbuchverlag, Frankfurt am Main 1999, ISBN 3-596-14606-2.
- Ego-Dokumente. Annäherung an den Menschen in der Geschichte. Akademie-Verlag, Berlin 1996, ISBN 3-05-002615-4.
- Ständische Gesellschaft und soziale Mobilität (= Schriften des Historischen Kollegs. Kolloquien. Bd. 12). Oldenbourg, München 1988, ISBN 3-486-54351-2 (Digitalisat).
- Aufstände, Revolten, Prozesse. Beiträge zu bäuerlichen Widerstandsbewegungen im frühneuzeitlichen Europa (= Geschichte und Gesellschaft. Bochumer historische Studien. Bd. 27). Klett-Cotta, Stuttgart 1983, ISBN 3-608-91115-4.